# Episodi di Bored to Death - Investigatore per noia (prima stagione)
La prima stagione della serie televisiva Bored to Death - Investigatore per noia è stata trasmessa in prima visione negli Stati Uniti d'America da HBO dal 20 settembre all'8 novembre 2009. 
In Italia è stata trasmessa in prima visione satellitare da FX dal 4 marzo al 23 aprile 2010. Viene replicata su Sky Atlantic dal 10 aprile 2014 al 18 aprile 2014.
| nº | Titolo originale                      | Titolo italiano                       | Prima TV USA      | Prima TV Italia |
| -- | ------------------------------------- | ------------------------------------- | ----------------- | --------------- |
| 1  | Stockholm Syndrome                    | La sindrome di Stoccolma              | 20 settembre 2009 | 4 marzo 2010    |
| 2  | The Alanon Case                       | Il caso Al Anon                       | 27 settembre 2009 | 11 marzo 2010   |
| 3  | The Case of the Missing Screenplay    | Il caso della sceneggiatura scomparsa | 4 ottobre 2009    | 18 marzo 2010   |
| 4  | The Case of the Stolen Skateboard     | Il caso dello skateboard rubato       | 11 ottobre 2009   | 25 marzo 2010   |
| 5  | The Case of the Lonely White Dove     | Il caso della bianca colomba          | 18 ottobre 2009   | 2 aprile 2010   |
| 6  | The Case of the Beautiful Blackmailer | Il caso della bella ricattatrice      | 25 ottobre 2009   | 9 aprile 2010   |
| 7  | The Case of the Stolen Sperm          | Il caso dello sperma rubato           | 1º novembre 2009  | 16 aprile 2010  |
| 8  | Take a Dive                           | Pugni e pupe                          | 8 novembre 2009   | 23 aprile 2010  |

## La sindrome di Stoccolma
Lo scrittore trentenne Jonathan Ames viene lasciato dalla ragazza a causa della sua vita disimpegnata (troppa erba e vino bianco). Dopo essersi immerso nelle letture di Chandler, decide di seguire le orme del famoso Philip Marlowe e mette su Craigslists un annuncio per chi è alla ricerca di un investigatore privato (specificando di essere senza licenza). Non tarda ad arrivare il primo incarico: una ragazza di nome Rachel sta cercando la sorella con cui doveva andare a un concerto, ma quest'ultima non si fa viva da giorni. Dopo un impegno di lavoro, in cui Jonathan consuma uno spinello con il suo eccentrico capo, decide di seguire la pista del fidanzato della ragazza scomparsa 'Vincent'. Non senza tante difficoltà riesce a individuarlo al Velma Hotel nella stanza 313: appena arrivato trova la ragazza legata al letto e Vincent fuori di sé a fumare metanfetamina; inizialmente spaventato, si chiude in bagno, ma dopo aver scambiato qualche parola con Vincent si decide a uscire e a farlo ragionare. A interrompere il tutto giunge però la polizia (probabilmente allertata per le grida) che decide di portare con sé solo Jonathan in quanto la ragazza stessa afferma di non averlo mai visto prima (mentre copre il suo ragazzo). Poiché Jonathan non ha infranto nessuna legge e i due fidanzati decidono di non sporgere denuncia, è libero di andare, non prima di essere stato redarguito da un poliziotto per il suo annuncio. 

Jonathan però non ascolta il rimprovero e a fine puntata contatta una potenziale cliente che aveva risposto al suo annuncio cercando aiuto.